# 10-я стрелковая дивизия
10-я стрелковая дивизия — воинское соединение Красной Армии СССР.

## Первое формирование
Приказом по войскам Уральского военного округа № 85 от 7 августа 1918 года в Пермской губернии началось формирование Пермской и Вятской пехотных дивизий (Исполняющий должность командира Ясницкий, Илиодор Николаевич; комиссар Жмудский, Лев Вениаминович). Приказом войскам округа № 162 от 22 сентября 1918 года в соответствии с Приказом РВСР № 4 от 11 сентября 1918 года на базе этих дивизий была сформирована 10 пехотная дивизия в составе 3-х бригад, штаб Пермской пехотной дивизии переименовывался в штаб 10-й пехотной дивизии.
Приказом войскам 7-й армии № 01204 от 6 февраля 1919 года управления и части 10-й и 2 Новгородской стрелковых дивизий были слиты в 10 стрелковую дивизию. Приказом по войскам Орловского военного округа № 70/с от 9 марта 1922 года дивизия была расформирована, личный состав управления обращён на пополнение управления 28-й стрелковой бригады этой дивизии, направленной в Туркестан для борьбы с басмачами. 29-я и 30-я стрелковые бригады после завершения боевых действий в Карелии оставались в составе ПВО, 30-я стрелковая бригада была включена в 16-ю стрелковую дивизию.

### Подчинение 1918-1920 г.г.
| Дата               | Фронт (округ)           | Армия      | Корпус | Примечания |
| ------------------ | ----------------------- | ---------- | ------ | ---------- |
| август 1918 года   | Уральский военный округ | -          | -      | -          |
| весна 1919 года    |                         | 7-я армия  |        | -          |
| август 1919 года   | Западный фронт          | 15-я армия |        | -          |
| сентябрь 1920 года | Западный фронт          | 4-я армия  |        | -          |
| октябрь 1920 года  | Западный фронт          | 16-я армия |        | -          |
| ноябрь 1920 года   | Орловский военный округ | -          | -      | -          |

### Состав на 1 ноября 1918 года
28-я стрелковая бригада (Командиры: Ясницкий, Илидор Николаевич — по 16.10.1918;
Наумов Владимир Николаевич— с 02.11.1918):
- 2-й Вятский пехотный полк
- 5-й Пермский пехотный полк (Командир: Руднев, Николай Иванович — с 19.11.1918)
- 6-й Пермский пехотный полк (Командир: Алафузов — 24.12.1918)

29-я стрелковая бригада (Командиры: Колупаев, Павел Николаевич — с 25.11.1918; Шиманский, Анатолий Станиславович — с 13.12.1918):
- 3-й Вятский пехотный полк (Командиры: Успенский Николай Васильевич — по 02.11.1918; Шиманский, Анатолий Станиславович — по 13.12.1918)
- 4-й Вятский пехотный полк
- 87-й пехотный полк вновь сформированный (Командир: Симонов, Иван Александрович — 29.11.1918)

30-я стрелковая бригада (Командиры: Томашевский, Иосиф Юлианович — по 20.01.1919; Дружков, Алексей Васильевич — с 23.01.1919; Комиссары: Авдеев, Александр Дмитриевич — по 19.12.1918; Шубин, Вячеслав Константинович — с 23.01.1919):
- 3-й Пермский пехотный полк (Командиры: Масленников, Василий Дмитриевич; Романов, Иван Игнатьевич; Новиков, Петр Васильевич — по 13.12.1918; Рякин, Николай Васильевич — по 23.01.1919; Контрим, Константин Владиславович)
- 4-й Пермский пехотный полк (Командиры: Наумов, Владимир Николаевич — по 02.11.1918; Успенский, Николай Васильевич — с 02.11.1918; Дружков, Алексей Васильевич — 29.11.1918; Перуанский, Владимир Иванович — по 17.01.1919; Грунин, Петр Алексеевич — с 26.02.1919[6])
- 90-й пехотный полк вновь сформированный (Командиры: Дружков, Алексей Васильевич — по 23.01.1919; Казиолек, Иван Иванович — с 23.01.1919)

Кроме перечисленных частей в дивизию были включены: 3-й дивизион 10-й артиллерийской бригады, 1-й дивизион 10-й артиллерийской бригады, 2-й дивизион 10-й артиллерийской бригады, 10-й мортирный артиллерийский дивизион, 10-й тяжёлый артиллерийский дивизион, 10-й кавалерийский полк, Инженерный батальон, Батальон связи, Воздухоплавательный отряд.
За бои с белополяками 82-й стрелковый полк - командир Желваков, Василий Иосифович и 90-й стрелковый полк дивизии награждены Почётными Революционными Красными Знаменами (1921 год).

### Командиры
- Ремезов, Александр Кондратьевич — с 30.07.1918 по 10.12.1918
- Томашевский, Иосиф Юлианович — с 10.12.1918 по 06.01.1919
- Ремезов, Александр Кондратьевич — с 06.01.1919 по 20.01.1919
- Томашевский, Иосиф Юлианович — с 20.01.1919 по 06.02.1919
- Васильев, Михаил Николаевич — с 06.02.1919 по 23.03.1919
- Кеппен, Андрей Георгиевич — с 23.03.1919 по 10.04.1919
- Курганский, Николай Владимирович — с 10.04.1919 по 14.06.1919
- Окулов-Римский-Корсаков, Михаил Фёдорович — с 14.06.1919 по 28.07.1919
- Руднев, Николай Иванович — с 28.07.1919 по 17.08.1919
- Матисон, Пауль Карлович — с 17.08.1919 по 23.01.1920
- врид Крижман, Карл Яковлевич — с 23.01.1920 по 07.02.1920
- Миронов, Фёдор Галактионович — с 07.02.1920 по 06.06.1920
- Дауман, Анс Эрнестович — с 06.06.1920 по 01.08.1920
- Какурин, Николай Евгеньевич — с 01.08.1920 по 16.10.1920
- Кангелари, Валентин Александрович — с 16.10.1920 по 16.01.1921
- Кауфельд, Фёдор Петрович — с 16.01.1921 по 07.07.1921
- Розе, Вольдемар Рудольфович, — с 07.07.1921 по 15.09.1921
- Ударов, Диоген Иванович — с 15.09.1921 по 08.04.1922

### Комиссары
- Зведов — по 15.10.1918
- Жмудский, Лев Вениаминович — с 15.10.1918 по 19.12.1918
- Авдеев, Александр Дмитриевич — И.Д. с 19.12.1918; в должности с 23.01.1919
- Фабрициус, Ян Фрицевич — с февраля 1919 по август 1919

## Второе формирование
Сформирована 20 июня 1922 года на базе 29-й стрелковой бригады.
С февраля 1923 по 1937 годы находилась на территориальном положении.
Принимала участие в 1939 году в Польском походе, в июне 1940 года участвовала в присоединении Литвы к СССР.
В действующей армии в период Великой Отечественной войны с 22 июня 1941 года по 9 мая 1945 года.

### 1941 г.
Приграничные сражения (1941)
На 22.06.1941 года дислоцировалась в городке Куляй. По приказу штаба округа от 18 июня 1941 года заняла оборону на границе с Германией от Балтийского моря (мыс Паланга) до Швекшны, протяжённостью 80 километров. Штаб дивизии находился в Куляй. Командный пункт дивизии располагался в Плунге. Дивизия противостояла практически всей клайпедской группировке противника — 26-й армейский корпус.
С севера на юг 62-й стрелковый полк противостоял 291-й пехотной дивизии, 264-й стрелковый полк противостоял 61-й пехотной дивизии и 98-й стрелковому полку противостояла 217-я пехотная дивизия. Совместно с подразделениями 106-го погранотряда общей численностью меньше батальона на их участке фронта 60 км. Или 11 тыс. чел. против 63 тыс. чел. Находилась в первом эшелоне обороны.
Силы вермахта наступали в полосе обороны дивизии по расходящимся направлениям. 291-я пехотная дивизия наносила удар на Палангу и Кретингу вдоль побережья Балтийского моря, остальные части атаковали дивизию по фронту. Утром 22.06.1941 291-я пехотная дивизия нанесла удар по 62-му стрелковому полку, который отразил первый удар, однако с помощью артиллерийского налёта, оборона дивизии была прорвана, и противник захватил Кретингу. Паланга оборонялась только одним батальоном 62-го стрелкового полка и дивизионом 30-го артиллерийского полка, которые отразили несколько атак, однако попали в окружение в Паланге, частично вышли. Дивизия в первые часы войны понесла большие потери и была вынуждена начать отход на север и северо-восток. Прорыв обороны на правом фланге дивизии позволил 291-й пехотной дивизии развить наступление на Либаву.
На 23.06.1941 дивизия под натиском сил противника была вынуждена отойти за реку Миня. С её правого фланга увеличивался разрыв между 67-й стрелковой дивизией, с левого фланга разрыв с 90-й стрелковой дивизией достиг 20 километров. С 23.06.1941 года противник перенёс основные усилия южнее, поэтому обстановка в полосе дивизии сравнительно стабилизировалась. К исходу 26.06.1941 года дивизия отошла в район Мажейкяй. Противник вновь нанёс удар по правому флангу дивизии, обходя её в уже 85-километровом разрыве с 67-й стрелковой дивизией. С 28.06.1941 года, под угрозой окружения дивизия отходит за Даугаву через Ригу. С 29.06.1941 года остатки дивизии вместе с курсантами Рижского пехотного училища, 5-го мотострелкового и 83-го железнодорожного полков 22-й мотострелковой дивизии НКВД ведут бои по обороне Риги. В этот же день силами 62-го стрелкового полка были уничтожены прорвавшиеся в северную часть Риги по пока не взорванному мосту неприятельские части. 01.07.1941 дивизия оставила Ригу.
К 04.07.1941 дивизия была не боеспособна.
Из донесения начальника управления политпропаганды Северо — Западного фронта бригадного комиссара Рябчего от 04.07.1941:

10 сд — штаб дивизии сохранился. В 62 сп личного состава 150 человек и один станковый пулемёт, другой материальной части нет. В 204 сп сохранилось 30 человек, дополнительно влито 600 человек, задержанных в тылах. Из вооружения полк имеет лишь винтовки и ручные пулемёты. 98 сп не существует. 30 ап потерял 23 орудия. Дивизион ПТО имеет 2 орудия. Следовательно, 10 сд как дивизия не боеспособна.
К утру 07.07.1941 остатки дивизии заняли позиции в районе Пярну. С 08.07.1941 ведёт бои за Пярну, оказалась отрезанной от частей армии, оставила Пярну. После перегруппировки и установления связи части дивизии нанесли контрудар в районе Мярьямаа, сумели остановить продвижение передовых вражеских частей и отбросили их до рубежа Вяндра — Каансоо, Лепакозе.
Таллинская фронтовая оборонительная операция (1941)
В конце июля 1941 года ведёт ожесточённые бои в районе Тюри, оставляет город, затем вновь отбивает, затем снова оставляет и отходит на ближние подступы к Таллину.
В августе 1941 года участвует в обороне Таллина, 28.08.1941 эвакуирована морем в Кронштадт, имея в составе около 2500 человек.

### 1941—1944 г.г.
Оборона Ленинграда
С 14.09.1941 года ведёт бои на ближайших южных подступах к Ленинграду, на день смогла задержать войска противника на подступах к Урицку. Выступила в район юго-восточнее посёлка Володарский и утром 14.09.1941 нанесла контрудар, вынудив противника оставить Финское Койрово и Сосновку, но 15.09.1941 вновь была оттеснена к Урицку. Затем, так как дивизия в связи с ударом врага была отрезана от частей 42-й армии, была передана в состав 8-й армии и в районе Стрельны была пополнена моряками и ополченцами, заняла оборону на рубеже Разбегай — Танскино — Стрельна. К 18.09.1941 в боях под Стрельной потеряла до половины состава, затем отступала с боями, в том числе, рукопашными, непрерывно контратакуя, на запад. К моменту начала боёв в Петергофе в составе дивизии было 437 человек. Ведёт бои непосредственно в Петергофе, обороняя главные строения комплекса. 23.09.1941 года окончательно оставила Петергоф, закрепилась на рубеже вдоль Английских прудов и Троицкого ручья до Финского залива и вошла в состав группы войск на Ораниенбаумском плацдарме. В течение сентября-октября 1941 года ведёт тяжёлые наступательные бои с плацдарма в направлении Нового Петергофа (см. Стрельнинско-Петергофская операция).
В ноябре 1941 года переброшена в Ленинград, 20.11.1941 переброшена в Невскую Дубровку, имея в составе около 9000 человек, где занималась боевой подготовкой до 30.11.1941, после чего предприняла первую безуспешную попытку переправы на левый берег Невы. В течение 1941 года безуспешно пыталась переправиться 10 раз, потеряв около 6000 человек, в 1942 году переправилась на пятачок и вела бои на плацдарме до марта 1942 года, после чего снята с плацдарма и остатки дивизии переправлены на Карельский перешеек, где дивизия находилась в позиционной обороне до июня 1944 года.
Выборгская наступательная операция, лето 1944 года
С 12.6.1944 года принимает участие в Выборгской наступательной операции Ленинградского фронта в составе 115 стрелкового корпуса 23-й армии. С занимаемого рубежа обороны Ладожское озеро–Лемболовское озеро– Мустолово преследует части отходящего на север к Вуоксинской водной системе (река Вуокса) противника, ведёт бои с его арьергардами и отражает контратаки. К 23.6.1944 года, очищая от войск противника правый берег реки Вуокса, занимает рубеж обороны Тайпален–Йоки–Пеллякеля (посёлок Барышево (Ленинградская область)),  боевых действий большими силами до начала июля не ведет, проводит укрепление рубежа обороны, проводятся действия разведгрупп с целью уточнения огневых точек противника на левом берегу реки, артиллерия ведет огонь по позициям противника. Дивизия проводит боевую учёбу и готовится к форсированию Вуоксы, заготавливает плавсредства.
С 3 июля 1944 с целью отвлечения противника и ввода его в заблуждение проводятся высадки разведгрупп 62 стрелкового полка дивизии на остров  Руоко-Сари (Камышовый остров), 5 июля остров был занят. В ночь на 8 июля 2 роты 62 стрелкового полка высаживаются на остров  Васикка-сари (остров Телячий («Малиновый» остров)) и ведут огневой бой с противником за овладение островом.
9.7.1944 года 23-я армия силами 115-го стрелкового корпуса и частей усиления начали форсирование реки Вуокса в районе Паккола (посёлок Барышево (Ленинградская область)). Переправа 142 стрелковой дивизии была успешна, дивизия захватила плацдарм на левом берегу Вуоксы. 98-й стрелковый полк дивизии с занятием исходного положения и форсированием опоздал и встретил сильное огневое сопротивление противника с острова Васикка-сари и левого берега реки. Понеся потери, полк вынужден был отойти в исходное положение. Командир корпуса генерал Козачек принял решение переправить 98-й стрелковый полк по переправам 142-й стрелковой дивизии. Второй эшелон дивизии 204-й стрелковый полк переправился на левый берег в ночь с 10 по 11 июля 1944 г. моторными паромами. Тогда 62-м стрелковым полком полностью очищен остров Васикка-сари. Части 10-й стрелковой дивизии после переправы выполняют поставленную задачу по расширению плацдарма.  Войска проявляют массовый героизм, ведут ожесточённые бои с постоянно контратакующим, получившим подкрепления противником, выходят на рубеж реки Мюллю-оя (Мельничная река (ручей)), но в дальнейшем но успеха не имеют .
15.7.1944 г. дальнейшее наступление 23-й армии, согласно директиве Ленинградского фронта, было остановлено, директивой предписывалось перейти к  жесткой обороне на достигнутых рубежах, 115-й стрелковый корпус вывести в армейский резерв и приступить к подготовке к предстоящей операции. 16.7.1944 г. дивизия была сменена частями 6-го стрелкового корпуса, выведена в район Сипарила (деревня Бережок (Приозерский район)), получает пополнение, находится до окончания боевых действий во втором эшелоне армии, имея задачу отражения возможных наступательных действий противника в полосе ответственности дивизии, проводит боевую подготовку .
После подписания Московского перемирия 19 сентября 1944 года дивизия в составе 115-го стрелкового корпуса 23-й армии выполняла задачу по охране Государственной границы СССР с Финляндией .
22 сентября 1944 г. 10-я стрелковая дивизия (при направлении движения к Государственной границе) двумя колоннами пересекла Вуоксинскую водную систему, а ночью 24 сентября воины 62-го стрелкового полка под командованием гвардии подполковника А. М. Казакова, артиллеристы первого дивизиона майора А. М. Агеева и капитана А. Ф. Юденкова водрузили алые стяги над пустым Кексгольмом (город Приозерск Ленинградской области) .
30.11.1944 г. дивизия передана в состав 6-го стрелкового корпуса.
21.12.1944 г. 6-й стрелковый корпус вышел из состава 23-й армии. С 22.12.1944 г. 6-й стрелковый корпус в составе 10, 327, 382 стрелковых дивизий и артиллерийских частей передан в состав 8-й армии для обороны южного побережья Финского залива.

### 1945 г.
До 16.04.1945 г. дивизия находилась в составе 6 стрелкового корпуса на охране побережья Финского и Рижского заливов, Балтийского моря, островов Моонзундского архипелага с  дислокацией на территории Эстонской ССР в районе  г. Таллина. С 16.4.1945 г. начинается передача частей корпуса  в резерв Ленинградского фронта, части передислоцируются в окрестности города Салантай, затем озера Плателяй во время подготовки Ленинградского фронта к проведению операции по уничтожению Курляндского котла.  Эта операция в связи с Победой в  Великой Отечественной войне не была проведена.
В сентябре 1945 года начинается вывод частей корпуса к новому месту дислокации в г. Сталинграде .
Расформирована 10-я стрелковая дивизия в мае 1946 г.

### Подчинение 1941-1945 г.г.
| Дата            | Фронт (округ)                                    | Армия      | Корпус                  | Примечания |
| --------------- | ------------------------------------------------ | ---------- | ----------------------- | ---------- |
| 22.06.1941 года | Северо-Западный фронт                            | 8-я армия  | 10-й стрелковый корпус  | -          |
| 01.07.1941 года | Северо-Западный фронт                            | 8-я армия  | 10-й стрелковый корпус  | -          |
| 10.07.1941 года | Северо-Западный фронт                            | 8-я армия  | 10-й стрелковый корпус  | -          |
| 01.08.1941 года | Северный фронт                                   | 8-я армия  | 10-й стрелковый корпус  | -          |
| 01.09.1941 года | Ленинградский фронт                              | -          | -                       | -          |
| 01.10.1941 года | Ленинградский фронт                              | 8-я армия  | 19-й стрелковый корпус  | -          |
| 01.11.1941 года | Ленинградский фронт                              | -          | -                       | -          |
| 01.12.1941 года | Ленинградский фронт                              | 8-я армия  | -                       | -          |
| 01.01.1942 года | Ленинградский фронт                              | 8-я армия  | -                       | -          |
| 01.02.1942 года | Ленинградский фронт (Невская оперативная группа) | -          | -                       | -          |
| 01.03.1942 года | Ленинградский фронт (Невская оперативная группа) | -          | -                       | -          |
| 01.04.1942 года | Ленинградский фронт                              | 23-я армия | -                       | -          |
| 01.05.1942 года | Ленинградский фронт                              | 23-я армия | -                       | -          |
| 01.06.1942 года | Ленинградский фронт                              | 23-я армия | -                       | -          |
| 01.07.1942 года | Ленинградский фронт                              | 23-я армия | -                       | -          |
| 01.08.1942 года | Ленинградский фронт                              | 23-я армия | -                       | -          |
| 01.09.1942 года | Ленинградский фронт                              | 23-я армия | -                       | -          |
| 01.10.1942 года | Ленинградский фронт                              | 23-я армия | -                       | -          |
| 01.11.1942 года | Ленинградский фронт                              | 23-я армия | -                       | -          |
| 01.12.1942 года | Ленинградский фронт                              | 23-я армия | -                       | -          |
| 01.01.1943 года | Ленинградский фронт                              | 23-я армия | -                       | -          |
| 01.02.1943 года | Ленинградский фронт                              | 23-я армия | -                       | -          |
| 01.03.1943 года | Ленинградский фронт                              | 23-я армия | -                       | -          |
| 01.04.1943 года | Ленинградский фронт                              | 23-я армия | -                       | -          |
| 01.05.1943 года | Ленинградский фронт                              | 23-я армия | -                       | -          |
| 01.06.1943 года | Ленинградский фронт                              | 23-я армия | -                       | -          |
| 01.07.1943 года | Ленинградский фронт                              | 23-я армия | -                       | -          |
| 01.08.1943 года | Ленинградский фронт                              | 23-я армия | -                       | -          |
| 01.09.1943 года | Ленинградский фронт                              | 23-я армия | -                       | -          |
| 01.10.1943 года | Ленинградский фронт                              | 23-я армия | -                       | -          |
| 01.11.1943 года | Ленинградский фронт                              | 23-я армия | -                       | -          |
| 01.12.1943 года | Ленинградский фронт                              | 23-я армия | -                       | -          |
| 01.01.1944 года | Ленинградский фронт                              | 23-я армия | -                       | -          |
| 01.02.1944 года | Ленинградский фронт                              | 23-я армия | -                       | -          |
| 01.03.1944 года | Ленинградский фронт                              | 23-я армия | -                       | -          |
| 01.04.1944 года | Ленинградский фронт                              | 23-я армия | -                       | -          |
| 01.05.1944 года | Ленинградский фронт                              | 23-я армия | 108-й стрелковый корпус | -          |
| 01.06.1944 года | Ленинградский фронт                              | 23-я армия | 115-й стрелковый корпус | -          |
| 01.07.1944 года | Ленинградский фронт                              | 23-я армия | 115-й стрелковый корпус | -          |
| 01.08.1944 года | Ленинградский фронт                              | 23-я армия | 115-й стрелковый корпус | -          |
| 01.09.1944 года | Ленинградский фронт                              | 23-я армия | 115-й стрелковый корпус | -          |
| 01.10.1944 года | Ленинградский фронт                              | 23-я армия | 115-й стрелковый корпус | -          |
| 01.11.1944 года | Ленинградский фронт                              | 23-я армия | 115-й стрелковый корпус | -          |
| 01.12.1944 года | Ленинградский фронт                              | 23-я армия | 6-й стрелковый корпус   | -          |
| 01.01.1945 года | Ленинградский фронт                              | 8-я армия  | 6-й стрелковый корпус   | -          |
| 01.02.1945 года | Ленинградский фронт                              | 8-я армия  | 6-й стрелковый корпус   | -          |
| 01.03.1945 года | Ленинградский фронт                              | 8-я армия  | 6-й стрелковый корпус   | -          |
| 01.04.1945 года | Ленинградский фронт                              | 8-я армия  | 6-й стрелковый корпус   | -          |
| 01.05.1945 года | В резерве Ленинградского фронта                  |            | 6-й стрелковый корпус   | -          |

### Состав
- 7 июля 1941 года дивизии был придан, а с 18 июля 1941 года вошёл в состав дивизии, 1-й латышский стрелковый полк. Остатки полка в сентябре 1941 года были сведены в латышский батальон 62-го стрелкового полка 10-й стрелковой дивизии.
- 62-й стрелковый полк
- 98-й стрелковый полк
- 204-й стрелковый полк
- 30-й артиллерийский полк — с 22 июня 1941 по 9 мая 1945
- 140-й гаубичный артиллерийский полк — с 22.06.1941 по 08.01.1942, обращён на доукомплектование 30-го артиллерийского полка.
- 153-й отдельный истребительно-противотанковый дивизион (до 30.08.1941 и с 13.11.1942)
- 334-я отдельная зенитная батарея (168-й отдельный зенитный дивизион) (до 05.04.1943)
- 24-я разведрота
- 94-й отдельный сапёрный батальон
- 31-й отдельный батальон связи (767-я отдельная рота связи)
- 111-й медико-санитарный батальон
- 271-я отдельная рота химический защиты
- 60-я ремонтно-восстановительная рота
- 62-й автотранспортный батальон (117-я (35-я)автотранспортная рота)
- 18-я (281-я) полевая хлебопекарня
- 4-й (201-й) дивизионный ветеринарный лазарет
- 117-я полевая почтовая станция
- 263-я полевая касса Госбанка
- отдельный миномётный батальон (с 01.10.1941 по 24.10.1941, затем дивизион)

## Командование

### Командиры
- Пядышев, Константин Павлович 22.06.1922 — 08.03.1923;
- Пядышев, Константин Павлович 04.1923 — 30.04.1931;
- Сатин, Аркадий Иванович 11.1931 (с 02.1932 командир и комиссар) — 03.1933;
- Комбриг Трифонов, Афанасий Павлович 07.05.1933 — 10.1937;
- Полковник Герасимов, Иван Михайлович 10.1937 — 01.1938;[17]
- Полковник, с 4.11.1939 комбриг, с 4.6.1940 генерал-майор Фадеев, Иван Иванович 04.1938[18] — 18.09.1941;
- Генерал-майор Духанов, Михаил Павлович 19.09.1941 — 26.09.1941;
- Полковник Романцов, Иван Данилович 27.09.1941 — 12.02.1943;
- Полковник Машошин, Андрей Фёдорович 16.02.1943 — 11.06.1943;
- Генерал-майор Платов, Иван Михайлович 17.06.1944 — 25.11.1944;
- Полковник Фёдоров, Михаил Фёдорович 26.11.1944 — 06.03.1945;
- Полковник Монес, Моисей Яковлевич 07.03.1945 — 05.1946.

### Заместители командира
- Майор, подполковник Введенский, Константин Владимирович 01.1941 — 07.1941

### Начальники штаба
- Подполковник, полковник Введенский, Константин Владимирович 07.1941 — 04.1942;
- Подполковник Степанов Александр Степанович 29.03.1942 — 30.12.1942;
- Майор Звездин Алексей Иванович 31.12.1942 — 12.03.1943;
- Подполковник Иванов Алексей Васильевич 13.03.1943 — 19.02.1944;
- Полковник Озеров Степан Макарович 20.02.1944 — 17.05.1944;
- Полковник Торжков Владимир Александрович 18.05.1944 — 09.05.1945.

## Награды и наименования
| Награда (наименование)                   | Дата       | За что награждена |
| ---------------------------------------- | ---------- | --- |
| Присвоено название Тамбовская            | 1921       | За успехи в подавлении Антоновского мятежа |
| Добавлено приставка имени Северного Края | 1929       | |
| Красное Знамя Белорусского ЦИК           | ??         | |
| Красное Знамя Северного крайкома ВКП(б)  | ??         | |
| Орден Красного Знамени                   | 10.09.1943 | награждена указом Президиума Верховного Совета СССР от 10 сентября 1943 года в ознаменование 25-летия 10-й стрелковой дивизии и за боевые заслуги перед Родиной в дни Отечественной войны |

## Отличившиеся воины дивизии
| Награда | Ф. И. О.                      | Должность                       | Звание   | Дата награждения                                                          | Примечания                                                                                                 |
| ------- | ----------------------------- | ------------------------------- | -------- | ------------------------------------------------------------------------- | --- |
|         | Ушков, Дмитрий Константинович | Стрелок 98-го стрелкового полка | ефрейтор | Звание Героя присвоено посмертно Указом Президиума ВС СССР от 21.7.1944 г | 13 июня 1944 года в ходе Выборгской наступательной операции закрыл своим телом амбразуру вражеского дзота. |

За форсирование реки Вуоксы из состава 10 сд к званию Героя Советского Союза представлены сержант Перминов А.Н., старший лейтенант Пушкарев А. С., капитан Соколовский А.С., все – посмертно, но представления на звания Героя не утверждены, они награждены орденами.

## Газета
Выходила газета «Пехотинец». Редактор — майор Аксёнов Павел Лаврентьевич (1908->1985)

## Памятники и мемориалы

Памятник воинам 23-й армии Ленинградского фронта (Вуокса, 1944 год). На  памятнике  воинам 23-й армии Ленинградского фронта, участвовавшим в боях в июле 1944 года на реке Вуокса,  расположенном  в поселке Барышево, Выборгского района Ленинградской области ( Гончаровское сельское поселение),  на  мемориальной  плите увековечена   10-я стрелковая дивизия.
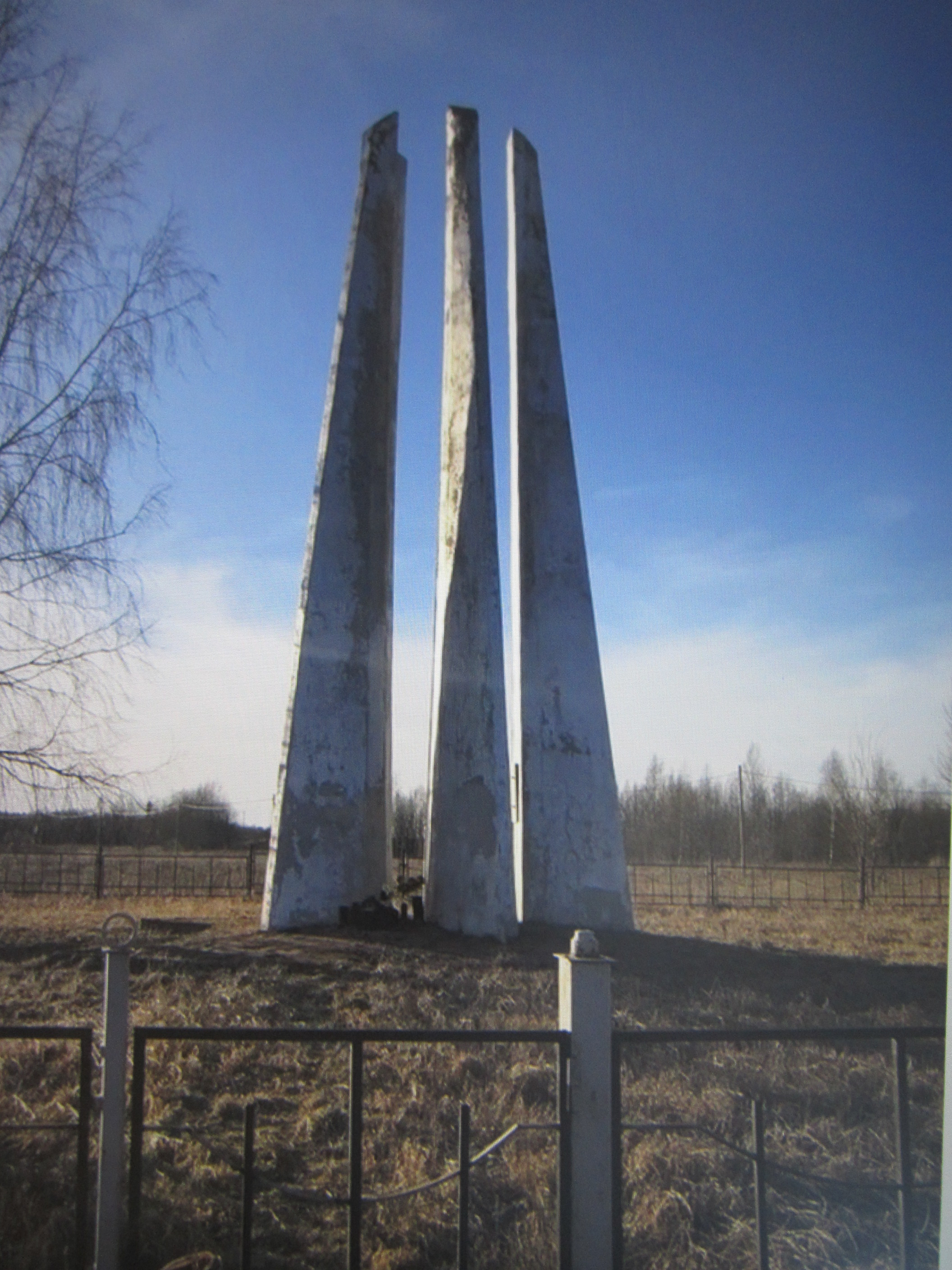
Памятный знак - обелиск  в зоне, где в июне-июле 1944 года сражались и успешно форсировали реку Вуоксу воины 142, 10, 92 стрелковых дивизий и других частей 23 армии Ленфронта. Неофициальное название Мемориала – «Пять штыков». Поблизости – памятное место, где в июле 1944 г. погиб начальник политотдела 142 с.д. Джатиев Д.Е.  Расположение: Ленинградская область, Приозерский район, Ромашкинское сельское поселение (Ленинградская область), в 20 км. к западу от поселка, близ левого, северо-восточного берега реки Вуоксы